# Team B.A.D.
Sasha Banks y Naomi (originalmente conocidas como Team B.A.D.) fue un equipo estadounidense de lucha libre profesional que trabaja para WWE donde fueron Campeonas Femeninas en Parejas de WWE.
La variación inicial del equipo comenzó -y terminó- como un dúo formado por Naomi y Tamina, pero durante la mayor parte de su tiempo fue un trío que también incluía a Sasha Banks, quien se unió en julio de 2015 como parte de la Divas Revolution hasta dejar el equipo en febrero de 2016. Posteriormente, se unirían Lana, Summer Rae y Emma durante un breve tiempo en ese año, formando "Team B.A.D and Blonde". En 2022, Naomi y Banks se reunirían como equipo.

## Historia

### 2015
El 13 de abril en Raw, Naomi participó en un Raw Divas Battle Royal para nombrar a la primera contrincante para el Campeonato de Divas pero no logró ganar siendo Paige quien ganara la lucha, luego del combate atacó a Paige cambiando a Heel, solo que más tarde se dio a conocer que Paige quedó lesionada gracias a su ataque (Kayfabe). En Extreme Rules Naomi fue derrotada por Nikki Bella después de un «Rack Attack» luego de una interferencia de Brie Bella; donde estuvo en juego el Campeonato de Divas.  A principios de mayo formó una alianza con Tamina Snuka a partir de un House Show y el 4 de mayo en RAW atacaron a The Bella Twins. En Payback, Naomi y Tamina derrotaron a The Bella Twins, luego de una distracción por Tamina. El 18 de mayo Naomi fue derrotada por Nikki Bella por descalificación por interferencia de Tamina en un combate por el Título, luego del combate Naomi y Tamina atacaron a Nikki pero fue salvada por Paige quien hacia su regreso. El 21 de mayo junto con Tamina atacaron a Paige cuando esta se encontraba hablando sobre el campeonato de divas y después fueron atacadas por Nikki Bella quien defendió a Paige. En WWE Elimination Chamber Naomi fue derrotada por Nikki Bella en una lucha por el Campeonato de Divas, en donde también participaba Paige. El 15 de junio ambas rechazaron la oferta de Paige en formar una alianza junto con las demás Divas (Summer Rae, Emma, Rosa Mendes, Layla y Alicia Fox) para que la acompañaran en su lucha en desventaja contra The Bella Twins. A finales de junio y principios de julio, tuvieron varios combates contra The Bella Twins y Alicia Fox perdiendo casi todos.
En el 13 de julio episodio de Raw, después de semanas de ser superados en número por The Bella Twins y su aliada Alicia Fox; Stephanie McMahon llamó a una "revolución" en el WWE Divas división y presentó a las divas de NXT Charlotte y Becky Lynch como aliadas de Paige. La campeona de NXT Sasha Banks  también debutó como aliada de Naomi y Tamina, dando lugar a una pelea entre los tres equipos.
El 19 de julio en Battleground apareció juntas contra Brie Bella y Charlotte. El 10 de agosto en Raw el Team Bella derrotaron al Team B.A.D. con el Team PCB (PaigeCharlotteBecky) como comentaristas especiales, luego del combate todos los equipos se atacaron mutuamente. En SummerSlam se enfrentaron al Team PCB y al Team Bella, en un Elimination Tag Team Macht, pero fueron derrotadas, siendo las primeras eliminadas. El 31 de agosto en un episodio de Raw, Banks participó en el primer beat the clock challenge entre Divas por el contendiente número uno al Divas Championship, en el cual lucho contra Paige a un tiempo límite de sorteo y Charlotte fue nombrada la contendiente número uno. Seguido esto, Sasha Banks comenzó una rivalidad con Paige derrotándola dos veces el 7 de septiembre y el 14 en un episodio de Raw, y pelearon en un no-contest el 10 de septiembre en un episodio de SmackDown.
El 2 de noviembre en un episodio de Raw, Banks compitió en un fatal four–way match, también involucrando a Brie Bella, Paige y Becky Lynch, para determinar a la contendiente número uno al Divas Championship de Charlotte, el cual fue ganado por Paige.
Sasha Banks comenzó una racha de victorias, derrotando a los gustos de Brie Bella, Alicia Fox y Becky Lynch, quien nuevamente derrotado después de distracciones por Naomi y Tamina, en el kick-off de TLC el 13 de diciembre de 2015.

### 2016
Sasha Banks dejó al equipo en el episodio 28 de enero de Smackdown. El 1 de febrero episodio de Raw, durante la lucha de Banks con Becky Lynch, Naomi y Tamina atacan a Banks, sólo para que ella sea salvada por Lynch, pactándose una lucha entre ambas parejas en Fastlane. Lynch y Banks vencieron a las BAD.
Tras Royal Rumble, Naomi y Tamina comenzaron a tener duelos frecuentes con el Team Bella (Brie Bella y Alicia Fox), ganando en su mayoría por inesperadas intervenciones de Lana, la representante de Rusev, la cual además comenzó a atacar a Brie.
Más tarde también tuvieron enfrentamientos con Paige y Natalya, las cuales se unieron al Team Bella, convirtiéndolo en el Team Total Divas (ya que todas ellas participan del reality). Por esto, el Team BAD confirmó la alianza con Lana y Summer Rae para equiparar el feudo. Sin embargo, en un episodio de Main Event, Emma regreso al plantel principal aliandose con el Team BAD. en el Smackdown de esa misma semana se pactó una lucha entre ambos equipos en el kickoff de WrestleMania 32, con la incógnita de quién sería la 5° integrante del Team Total Divas.
En el Raw del 28 de marzo, Emma venció a Paige gracias a una intervención ilegítima de Lana, comenzando una gresca entre ambos equipos, teniendo la ventaja claramente el ahora llamado Team BAD & Blonde, pero inesperadamente, Eva Marie regresó a Raw y defendió al Team Total Divas, ante la sorpresa y la poca aceptación del público y del mismísimo equipo, que a pesar de todo, la incluyó como quinta integrante.
En el Kickoff de WrestleMania 32, el Team BAD & Blondie salió derrotado ante el Team Total Divas, tras un Yes Lock de Brie Bella a Naomi, marcando el debut oficial de Lana como luchadora.
En mayo, Tamina y Naomi se lesionaron dando por terminado la disolución del equipo.

### 2022
En la edición del 25 de febrero de 2022 de SmackDown, Naomi anunció que ella y Banks iban a competir por el Campeonato Femenil en Parejas de la WWE en WrestleMania 38, reuniendo así al equipo. En el siguiente episodio de Raw, las campeonas reinantes Carmella y Queen Zelina aceptarían su desafío. En el evento, Banks y Naomi ganaron los campeonatos al derrotar a Zelina y Carmella en un Fatal 4-Way match, donde también participaban los equipos de Liv Morgan y Rhea Ripley y Natalya y Shayna Baszler, además de que Banks puso fin a su racha de derrotas en WrestleMania.
Antes del transmitirse el episodio de Raw del 16 de mayo, Banks y Naomi tuvieron un altercado con el directivo de WWE John Laurinaitis debido a diferencias creativas, por el cual abandonaron la arena, y ante el conocimiento de Vince McMahon, fueron despojadas de los títulos. Posterior a esto, se anunció que fueron suspendidas indefinidamente, incluso la mercancía de ambas fueron retiradas de la tienda oficial de WWE.
Posteriormente, Banks fue liberada de su contrato con la WWE el 31 de diciembre y luego debutaría en Wrestle Kingdom 17 a inicios de 2023 bajo el nombre de Mercedes Moné mientras Naomi sigue fuera de la programación, marcando el final definitivo del grupo.

## En lucha
- Movimientos finales de Sasha Banks
  - Bank Statement[1] (Bridging crossface, a veces transicionando desde un double knee backbreaker)[2]
- Movimientos finales de Naomi
  - Rear View (Jumping butt bump)[3]
  - SlayMission/Spider Twist (Headscissors crucifix choke)
- Movimientos finales de Tamina
  - Superfly Splash (Diving splash) - adoptado de su padre
  - Samoan drop, utilizado también como movimiento de firma
  - Superkick
- Movimientos finales de Lana
  - Bicycle super kick
- Movimientos finales de Summer Rae
  - Summer's Solstice / Summer Time (Spinning heel kick)[4][5][6]
- Movimientos finales de Emma
  - Emma Lock[7][8] (Muta lock, a veces procedido de una Catapult)

## Campeonatos y logros
- Wrestling Observer Newsletter
  - WWE Women's Tag Team Championship (1 vez) - Banks (1) y Naomi (1)
  - WWE 24/7 Championship (2 veces) - Tamina
  - Peor feudo del año (2015) Team B.A.D. vs. Team PCB vs. Team Bella[9]